# Conquering America
Conquering America är en låt av den svenska synthpopgruppen Bodies Without Organs. Den släpptes på singel 2004  samt på albumet Prototype.  Den blev därmed gruppens andra singel. 

## Listplaceringar
| Lista   | Topplacering |
| ------- | ------------ |
| Sverige | 27           |

### Fotnoter
1. 1 2  ”Svensk mediedatabas”. http://smdb.kb.se/catalog/id/001433217. Läst 26 maj 2011.
2. ↑  Swedishcharts - Conquering America på den svenska albumlistan Arkiverad 24 september 2014 hämtat från the Wayback Machine.